# Хуліо Родас
Хуліо Родас (ісп. Julio Rodas, нар. 9 грудня 1966, Гватемала) — гватемальський футболіст, що грав на позиції нападника, зокрема за клуби «Мунісіпаль» та «Коммунікасьйонес», а також за національну збірну Гватемали.

## Клубна кар'єра
У дорослому футболі дебютував 1988 року виступами за команду «Мунісіпаль», в якій провів сім сезонів. 
Протягом 1996 року захищав кольори сальвадорського клубу ФАС, після чого повернувся на батьківщину, приєднавшись до команди  «Коммунікасьйонес». Відіграв за клуб зі столичної Гватемали наступні п'ять сезонів своєї ігрової кар'єри.
Протягом 2001—2003 років захищав кольори клубу «Антігуа-Гватемала», а завершував ігрову кар'єру у команді «Халапа», за яку виступав протягом 2003—2004 років.

## Виступи за збірну
1988 року дебютував в офіційних матчах у складі національної збірної Гватемали.
У складі збірної був учасником трьох розіграшів Золотого кубка КОНКАКАФ — 1991, 1996 і 2000 років.
Загалом протягом кар'єри в національній команді, яка тривала 13 років, провів у її формі 51 матч, забивши 10 голів.